# Maarten van Heemskerck

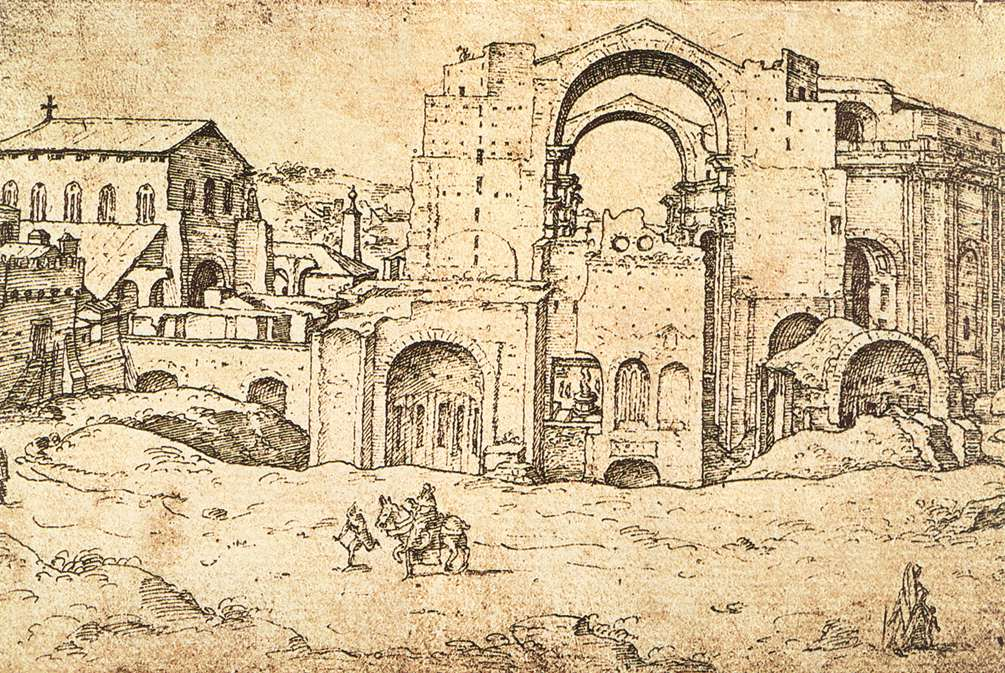
La basilica di San Pietro in costruzione

Maarten van Heemskerck (o  Marten Jacobszoon Heemskerk van Veen; Heemskerk, 1498 – Haarlem, 1º ottobre 1574) è stato un pittore olandese in quello che è definito il periodo del rinascimento transalpino.

## Biografia
Dal 1527, fu allievo e poi rivale di Jan van Scorel con il quale nella sua bottega si dedica al ritratto e grazie a questo tipo di rappresentazione trova una rapida affermazione che susciterà l'invidia del maestro. Sono di questo periodo Anna Codde (1529) ed il Gruppo di famiglia Kassel.

Data questa inimicizia col maestro nel 1532 parte per l'Italia, forse con l'aiuto di un mecenate. Soggiornerà a Roma dove resterà per quattro anni, dedicandosi soprattutto allo studio dell'antico, mediante l'esercizio del disegno. Preziosi oggi sono i suoi lavori nella città eterna: il suo grande talento nel disegno e nei particolari ci permettono oggi di sapere nei dettagli lo stato di manutenzione di quegli anni di molti ruderi dell'epoca romana e la conoscenza di quelli che oramai non esistono più. La sua opera grafica è importante inoltre per documentare le fasi di sviluppo dei grandi cantieri romani del XVI secolo come quello della Basilica di San Pietro i cui i lavori, in quegli anni successivi al Sacco di Roma, erano fermi, facendo somigliare quanto già costruito ad una rovina invasa dalle erbacce.
Molti dei disegni conservati raffigurano le tante raccolte di scultura antica che si stavano formando in città, tra cui le statue del Belvedere.
Durante il periodo romano, non abbandona la pittura ed agli anni 1535-36 risale Il ratto di Elena, oggi alla Walters Art Gallery di Baltimora.

Gli anni di Roma sottolineano il suo spirito rinascimentale teso nello studio frenentico dell'antico e del moderno che a quel tempo a l'Urbe offriva copiosamente dai ruderi dell'epoca classica agli artisti di stampo michelangiolesco e raffaelista.
Ritornato in patria continuerà a rappresentare nei suoi quadri le antiche rovine di Roma usate per ambientare i soggetti anche eterogenei come l'Autoritratto con sullo sfondo il Colosseo.
Si dedica anche alla ricerca grafica sottolineata da un particolare manierismo appreso in Italia che ricorda il Parmigianino ed il Pontormo.
Famose sono le sue opere che rappresentano le Sette Meraviglie del Mondo, incise da Philips Galle.

## Galleria di opere

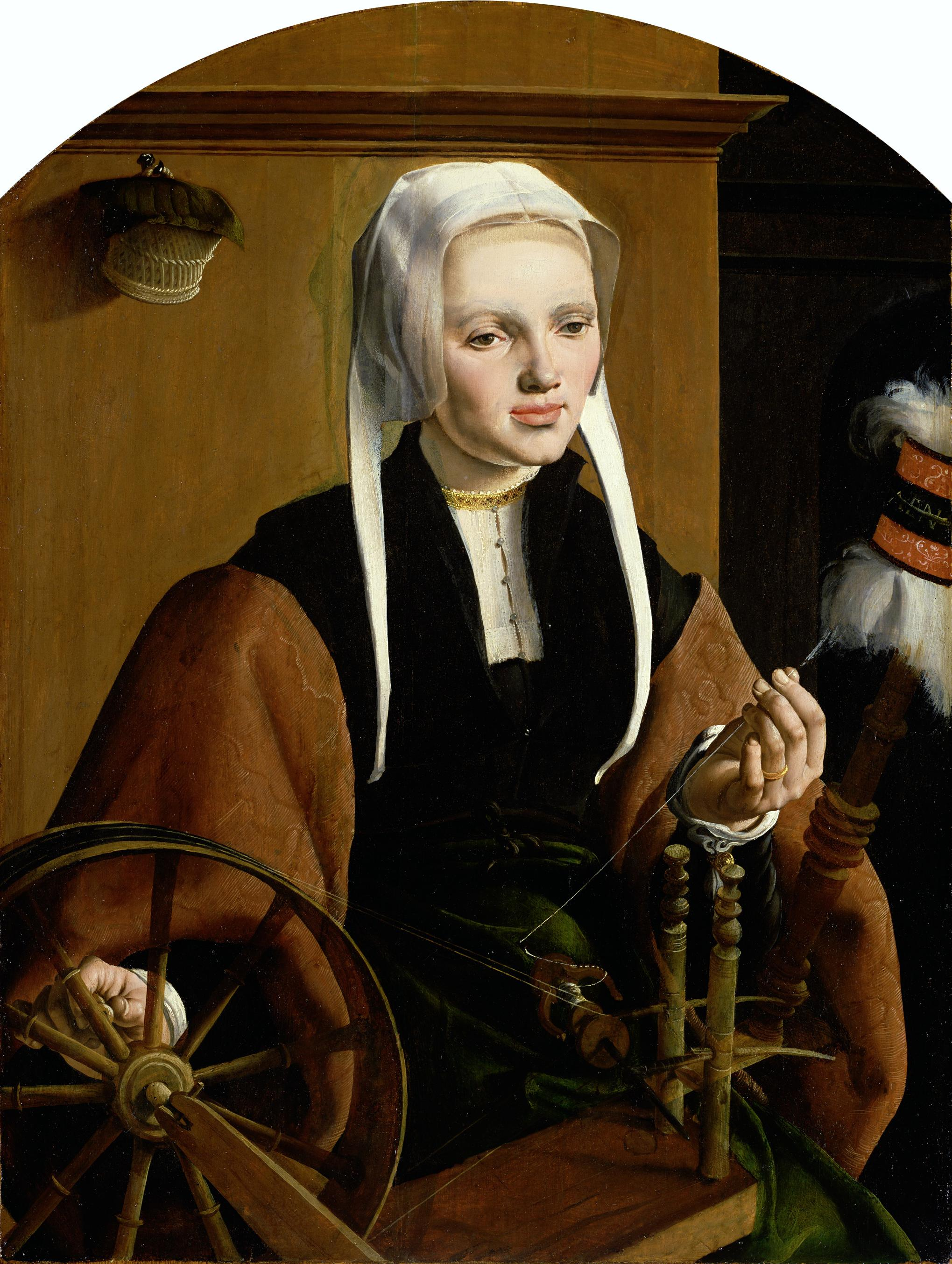
Anna Codde (1529)
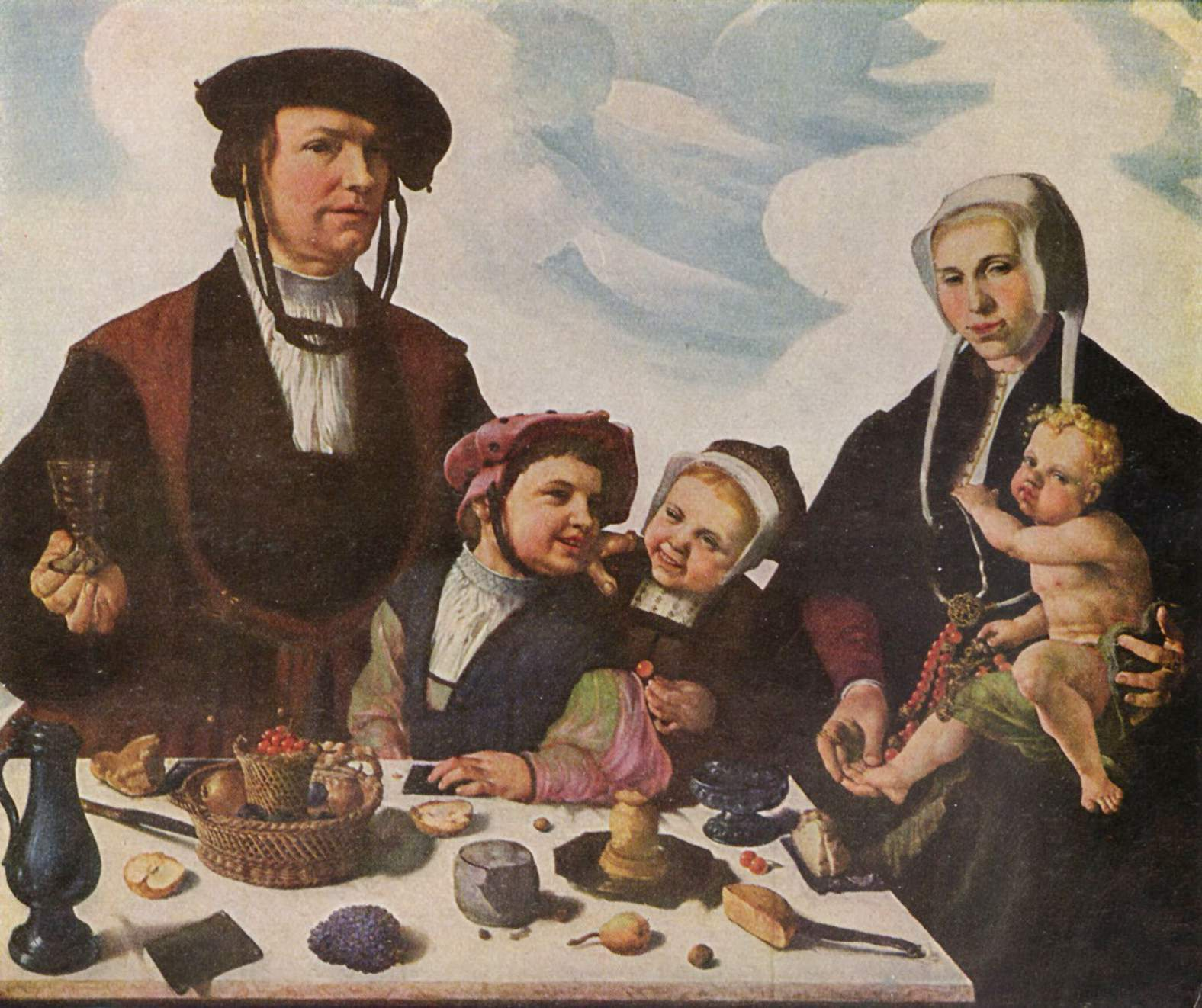
Gruppo di famiglia Kassel
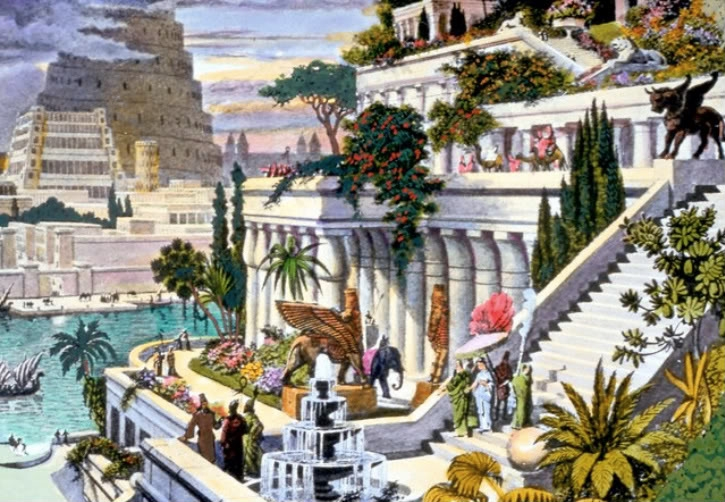
I Giardini Pensili di Babilonia
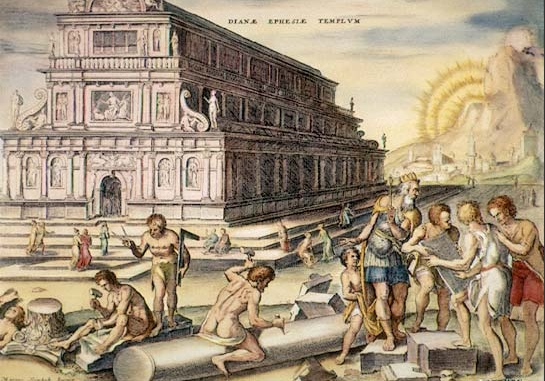
Il tempio di Artemide
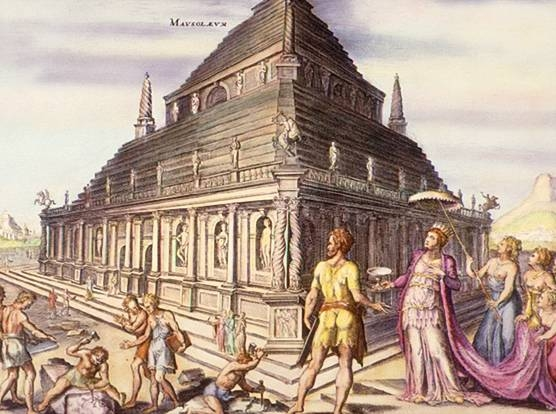
Il Mausoleo di Alicarnasso
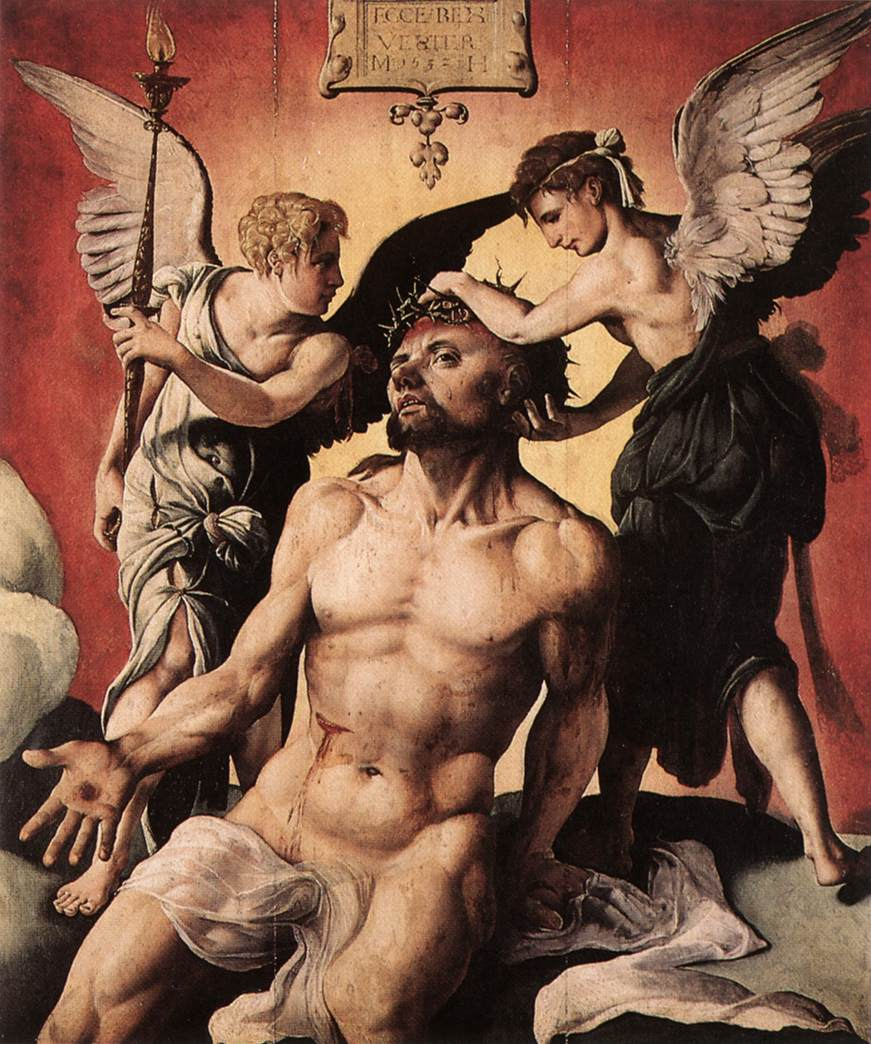
Uomo dei dolori (1532)